# Хорхе Ольгин
Хо́рхе Марсе́ло Ольги́н Мальярі́но (ісп. Jorge Marcelo Holguín Mallarino; 30 жовтня 1848 — 2 березня 1928) — колумбійський підприємець, журналіст, письменник, військовик і політик, десятий президент Колумбії.

## Біографія
Народився 1848 року в Калі. Брав участь у громадянських війнах 1876 та 1895 років. Від 1897 до 1898 та від серпня до вересня 1918 року обіймав посаду міністра закордонних справ. Двічі був міністром фінансів (1904 та 1909) та міністром оборони (1909).
Наприкінці липня 1909 року після виходу у відставку Рафаеля Реєса тимчасово виконував обов'язки президента Колумбії. В листопаді 1921 року знову очолив державу, вийшовши у відставку в серпні 1922 й офіційно передавши владу Педро Нелю Оспіні.
Помер 1928 року в Боготі.